# Taureau de Poniatowski

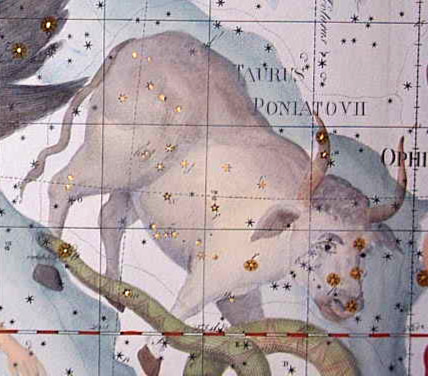

Le Taureau de Poniatowski (en latin Taurus Poniatovii) est une constellation obsolète créée en 1777. Elle est située entre l'Aigle, Hercule, Ophiuchus (Serpentaire), et le Serpent. Son nom est un hommage à Stanislas, roi de Pologne.
Les cinq étoiles qui forment la tête du Taureau de Poniatowski, et dont le dessin rappelle celui des Hyades dans le Taureau, forment un amas ouvert, l'amas Melotte 186 (ou Collinder 359).